# 沐愛縣
沐爱县为四川省原有的一个县，位于今宜宾市筠连县沐爱镇。沐愛明代建場，稱木乃，系彝語譯音，又稱木賴，轉音沐愛，因此得名。

## 历史沿革

### 设县
民国三十七年（1948年），原沐爱设治局升格为县。
總統指令 統一字第八六號 三十七年七月七日（補登）（仍另行文） 

令行政院

三十七年六月二十五日（卅七）四內字第二九八一五號呈，爲據內政部先後呈轉貴州省政府請將該省雷山設治局升縣，四川省政府請將該省沐愛設治局升縣，經提出院會決議通過，呈請鑒核公布，飭局鑄頒該兩縣政府銅印由。

呈悉。准予備案。印信仰候飭局鑄發可也。此令。

總　　　統　蔣中正

行政院院長　翁文灝

內政部部長　彭昭賢

### 撤县[1]
1950年解放军占领沐爱后，該地區仍按設縣前建制，由高縣接管。1951年，在土地改革和建政工作中，該地區所屬各鄉分別調整編劃為高縣的三個區：沐愛為第四區，落木柔為第五區，蒿壩為第七區(內務部1951年3月批准)。
這三個區多屬山區，地區遼闊，距離高縣縣城較遠，一部分邊遠地區離縣城進300華里，較近的沐愛鎮離縣城也有170華里，山路崎嶇；交通極為不便。當時一般反映，這三個區緊接筠連，農民趕場及各種農副產品、生活用品運銷都以筠連為中心，各區往返高縣都要經過筠連縣城，與筠連歷來關係密切，因而反映劃歸筠連管轄比較適宜。
于是，高縣縣政府遂於1952年冬向宜賓專員公署和四川省人民政府提出了將沐愛等三個區劃歸筠連的報告。后省人民政府通知高、筠兩縣上報有關材料和群眾意見，以便權衡利弊。經反復斟酌，始於1953年7月批准了兩縣調整區劃的報告。8月5日宜賓專員公署發出通知，除傳達省政府批准意見外，並通知兩縣上報交接計劃。交接時間從1953年9月15日開始。
兩縣劃區交接工作完成後，四川省人民政府宜賓專員公署發佈了佈告，宣佈高縣第四、五、七區及所管轄的二十一個鄉鎮，於1953年10月全部劃歸筠連管轄。高縣縣政府也於1953年10月23日向各地、各部門發出通知：該縣各系統、各部門自1953年10月25日停止對原四、五、七區的領導，以後全部由筠連進行管轄。
筠連縣在辦完接交手續後，決定原高縣第四區（沐愛）、第五區（落木柔）區名不變，仍序列為筠連第四、五區，將原高縣第七區（蒿壩），改為筠連第六區。

## 行政

### 历任县长
縣長：程方九、鍾家榮、何著勳、聶晦明

### 衙署
沐愛縣的衙署本为地方地主的公馆，修建于1942年（民国三十一年），六年后建成，由国民政府征用作衙署机构，新中国成立后早期也延续作地方政府机构。位于今沐爱镇荷花社区。衙署是一座木质四合院式的建筑，整个设计为木构穿斗、单檐悬山式，小青瓦屋面。由后堂、下厅、廊房、围墙、大门组合而成，坐西南向东北，占地面积约为2380平方米。